# Esiste che
Esiste che è il secondo album del cantautore italiano Alessandro Errico, pubblicato dall'etichetta discografica Sugar nel 1997.
L'album, disponibile su musicassetta e compact disc, contiene il brano E penserò al tuo viso, che partecipa al Festival di Sanremo 1997 come aspirante alla sezione "Campioni", obiettivo che non viene raggiunto.
Dal disco viene tratto anche il singolo intitolato L'uomo dei sogni.

## Tracce
1. Intro
2. Persempre
3. E penserò al tuo viso
4. L'uomo dei sogni
5. Dov'è
6. Esiste che
7. Intermezzo
8. L'odore del pianto
9. In silenzio (13/5/86)
10. Mia dolce regina
11. Tagliando il cuore
12. Bocca di fuoco
13. Cuore di cristallo